# 红灰毛豆
红灰毛豆（学名：Tephrosia coccinea），为豆科灰毛豆属下的一个植物种。